# Cabralia judsoni
Cabralia judsoni là một loài bướm đêm trong họ Noctuidae.